# Distribuição geométrica

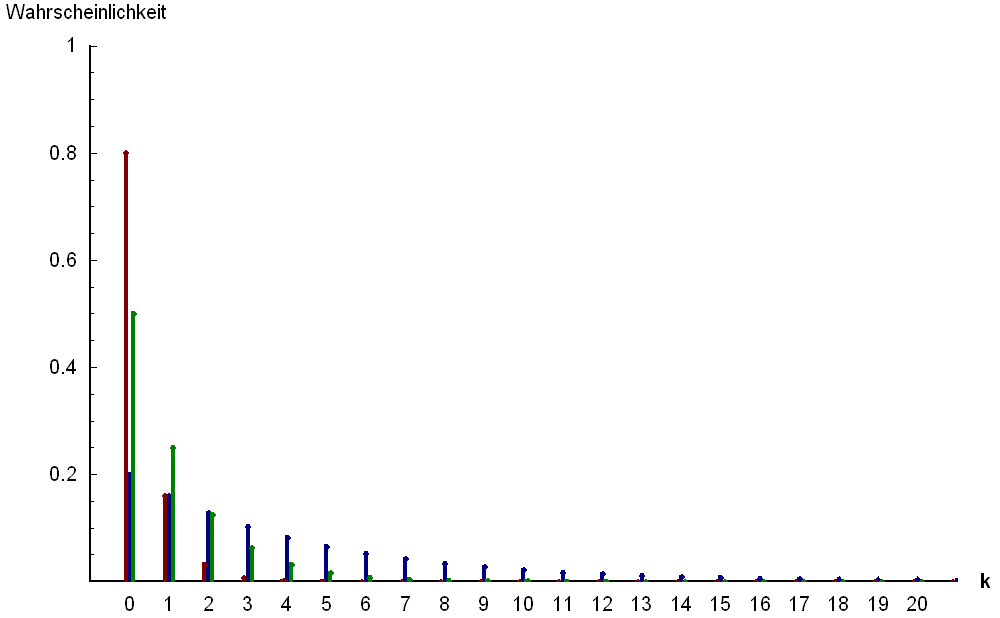
Gráfico de uma distribuição geométrica

Em teoria das probabilidades e estatística, a distribuição geométrica é constituída por duas funções de probabilidade discretas:
- a distribuição de probabilidade do número X de tentativas de Bernoulli necessárias para alcançar um sucesso, suportadas pelo conjunto { 1, 2, 3, ... }, ou

- a distribuição de probabilidade do número Y = X − 1 de insucessos antes do primeiro sucesso, suportadas pelo conjunto { 0, 1, 2, 3, ... }.

Se a probabilidade de sucesso de cada tentativa é p, então a probabilidade de n tentativas serem necessárias para ocorrer um sucesso é 
{\displaystyle P(X=n)=(1-p)^{n-1}p\,}
para n = 1, 2, 3, .... De forma equivalente, a probabilidade de serem necessários n insucessos antes do primeiro sucesso é
{\displaystyle P(Y=n)=(1-p)^{n}p\,}
para n = 0, 1, 2, 3, ....
Em qualquer caso, a sequência de probabilidades é uma progressão geométrica.
Por exemplo, suponha um dado que é atirado repetidamente até à primeira vez que aparece um "1". A probabilidade de distribuição do número de vezes que o dado é atirado é suportado pelo conjunto infinito { 1, 2, 3, ... } e é uma distribuição geométrica com p = 1/6.
O valor esperado de uma variável aleatória geometricamente distribuída X é (1)/p e a variância é (1 − p)/p2;
{\displaystyle \ E(X)={\frac {1}{p}},\quad {\mbox{var}}(X)={\frac {1-p}{p^{2}}}.}
De forma equivalente, o valor esperado de uma variável aleatória geometricamente distribuída Y é (1 − p)/p, e a sua variância é (1 − p)/p2.
Como a sua distribuição contínua análoga (a distribuição exponencial), a distribuição geométrica tem a propriedade de perda de memória. Isto significa que se se tentar repetir uma experiência antes do primeiro sucesso, então, dado que o primeiro sucesso ainda não ocorreu, a função de distribuição condicional do número de tentativas adicionais não depende de quantos insucessos foram observados até então. A distribuição geométrica é, de facto, a única distribuição discreta com esta propriedade.